# S/Y Refanut
S/Y Refanut är en svensk, bermudariggad, tvåmastad havskappseglare från 1955, av storleken 12mR. Hon ritades av Sparkman & Stephens i USA för Jacob Wallenberg (1892–1980) och tillverkades av August Plyms Stockholms Båtbyggeri AB i Neglinge. S/Y Refanut är fortfarande i familjens ägo. Tre av Wallenbergs tidigare segelyachter har burit samma namn.
Segelytan (stor + fock) är 175 kvadratmeter, tecken i seglet S1, H15. En omfattande renovering, då Refanut bland annat fick nytt däck och nya skarndäck, utfördes omkring 2011–2012 av Stockholms båtsnickeri AB.
S/Y Refanut kappseglar återkommande i bland annat Gotland Runt, 2021 i klassen ORC Interrnational.

## Bildgalleri

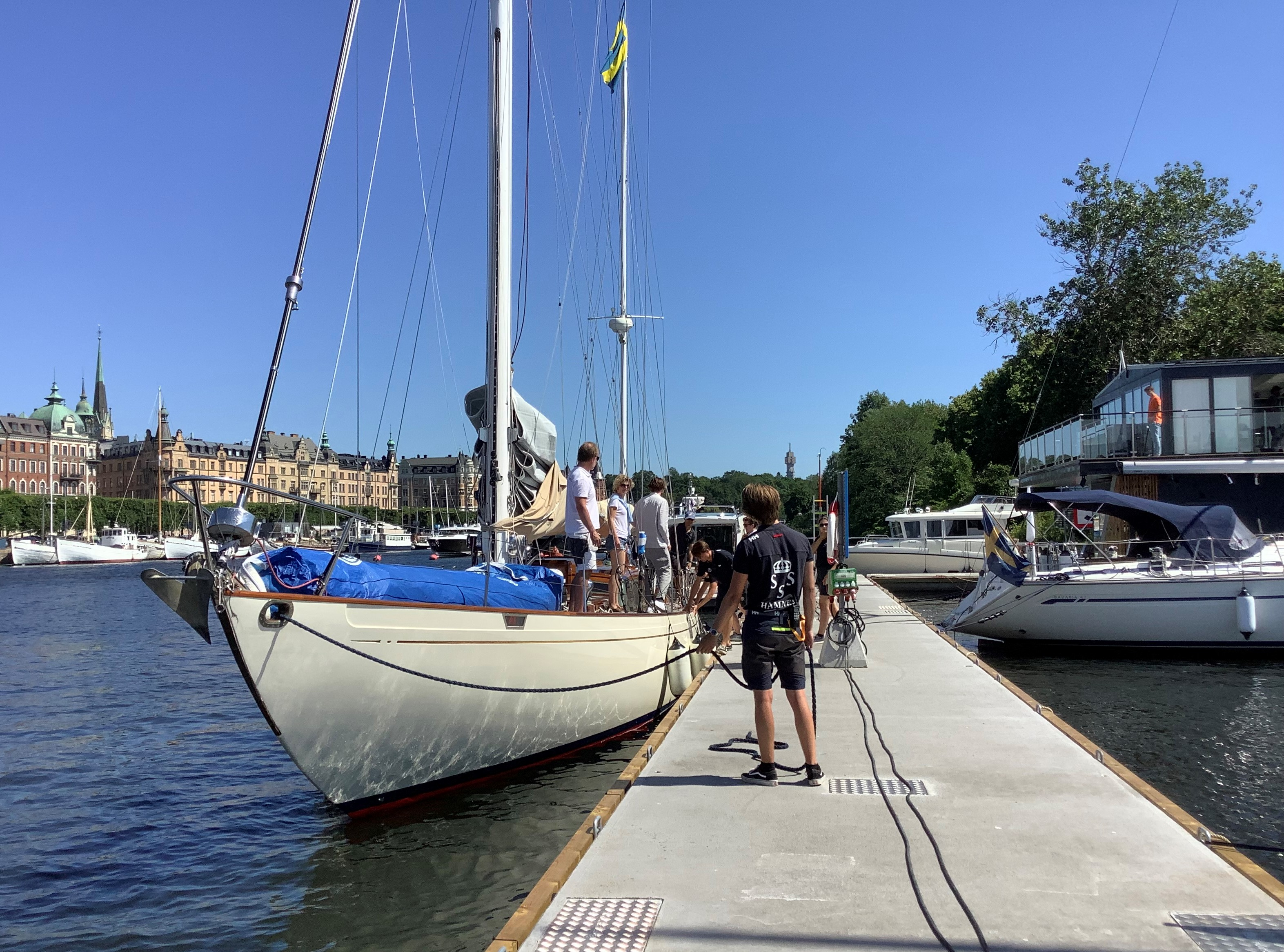
Refanut lägger till vid nya KSSS-hamnen i Stockholm inför Gotland runt, 2021.
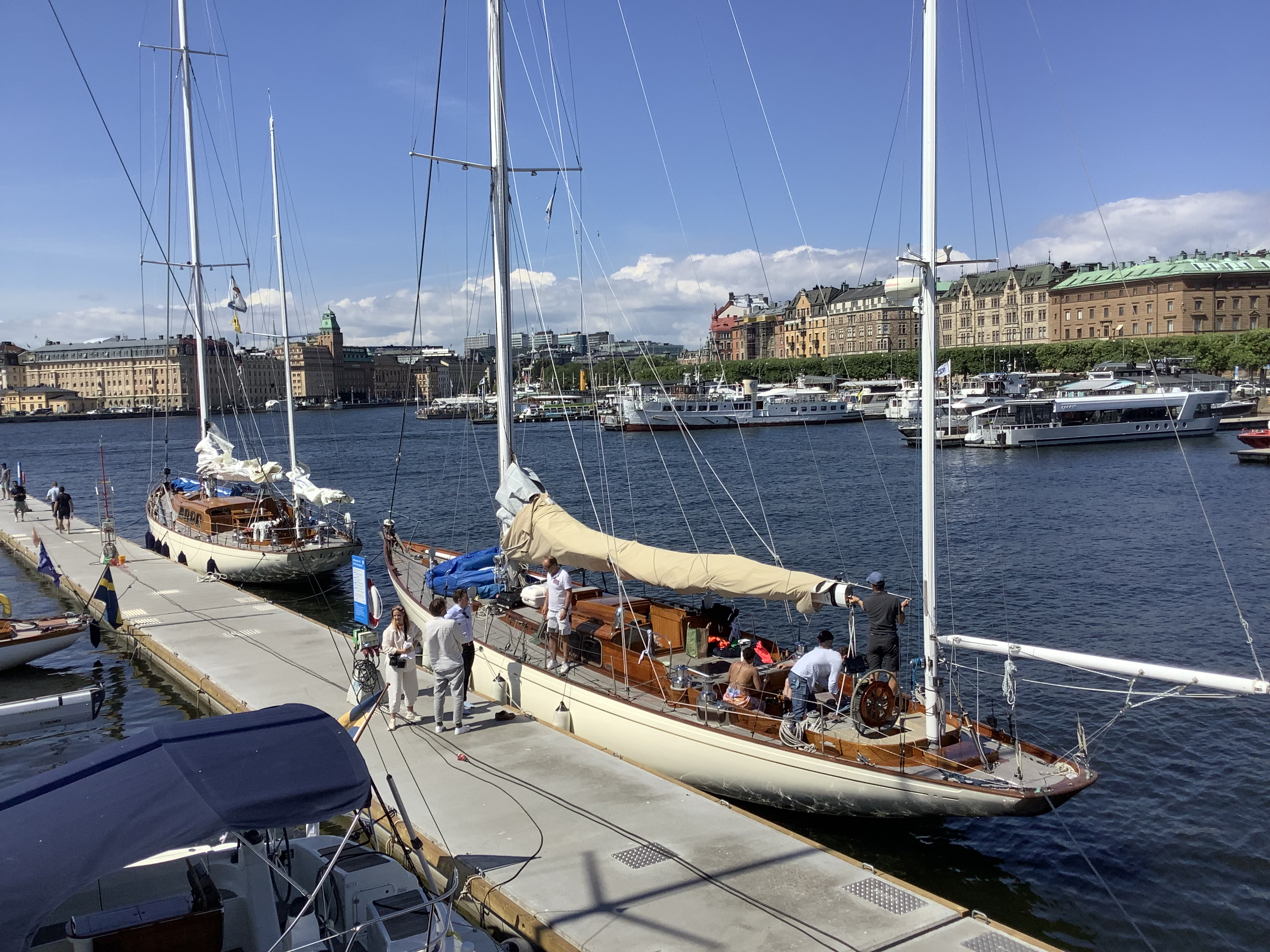
Sparkman & Stephens-ritade S/Y Refanut och S/Y Ballad i nya KSSS-hamnen i Stockholm, 2021.